# Наивное искусство
Наи́вное иску́сство (фр. art naïf; англ. naïve art) — одно из направлений примитивизма XVIII—XXI веков, включающее как самодеятельное искусство (живопись, графику, декоративное искусство, скульптуру, архитектуру), так и изобразительное творчество художников-самоучек.

## История
Наивное искусство внесло значительный вклад в художественную культуру многих стран. Во Франции наивное искусство появилось в начале XX века. Прежде всего к нему относились картины Анри Руссо. Будучи почтовым служащим по профессии, он не получал специального образования. Тем не менее его картины могли соперничать с работами профессиональных художников за счет чувства и энергетики, которые они несли. В России оно оказало колоссальное влияние на художественный язык многих актуальных русских художников — то же самое произошло и в поэзии, когда концептуалист Дмитрий Пригов, а позже и радикал Мирослав Немиров освоили эстетику «графоманского» письма. В качестве примеров можно назвать «наивные» картинки митьков, лубочную эстетику работ Константина Звездочетова, «Черную выставку» Мартынчиков и пестрые лоскутные коллажи Иры Вальдрон (проект «Фак ю, Дантес»).
Наивное искусство всегда существовало в художественной практике различных стран и культур. В России, особенно в последние десятилетия, оно получило эстетическое признание. Долгое время доминировало мнение о некоей его «второстепенности». При этом часто упускалось из вида, что ранние авангардисты, постмодернисты и художники-концептуалисты в поисках новых изобразительных форм обращались к непосредственности и простодушию наивов. Интерес к творчеству самоучек проявляли во многих странах, Россия также не являлась исключением.
В России интерес к наивному искусству проявляли как люди далекие от творчества, так и известные художники, например им интересовался Шагал, а к русскому лубку обращался Малевич, особое место занимал наив в творчестве Ларионова и Гончаровой. Во многом благодаря приёмам и образам наивного искусства успех сопутствовал показам работ Кабакова, Брускина, Комара и Меламида. В области скульптуры и мелкой пластики работал осетинский скульптор Сосланбек Едзиев.

## Описание и терминология
Наивное искусство часто рассматривается как искусство непрофессионалов, не имеющих или почти не имеющих художественного образования. В целом эта характеристика была верной для XX века, однако в XXI веке появились художественные академии, обучающие наивному искусству. Направление признано во всём мире и представлено в музеях и художественных галереях.
Отличительной чертой наивного искусства является неправильное использование формальных принципов живописи, особенно трёх правил перспективы (например, в том виде, как они определены художниками эпохи Возрождения):
1. Уменьшение размера объектов пропорционально расстоянию.
2. Приглушение цветов с расстоянием.
3. Снижение точности деталей с расстоянием.

Результатом несоблюдения этих правил являются:
1. Геометрически ошибочный эффект перспективы (общий искажённый вид, схожесть с детскими рисунками или средневековой живописью, но не более того).
2. Резкие границы объектов, неочищенный цвет на всех планах композиции без ослабления на заднем плане.
3. Прорисовка деталей на всех планах, в том числе на заднем, где чёткость должна быть снижена.

Также наивное искусство отличает упрощение изображения вместо тонкой проработки. Однако популярность и узнаваемость стиля привели к тому, что многие работы следует относить к псевдонаивным.
В то время как наивное искусство в точности подходит произведениям художников, не получивших художественного образования, например, Анри Руссо или Альфреда Уоллиса, к «псевдонаивному» искусству относят работы художников, осознанно подражающих самоучкам и создающих имитацию, а не оригинальную работу.
Среди современных художников вряд ли можно найти представителей по-настоящему наивного искусства, учитывая распространение самообучения как формы овладения профессиональными знаниями. Также художники не всегда соглашаются с отнесением их работ к наивному искусству. Однако признание наивного искусства наблюдается во всём мире: посвящённые ему музеи существуют в Кечкемете (Венгрия), Риге (Латвия), Хаэне (Испания), Рио-де-Жанейро (Бразилия), Париже (Франция), Москве (Россия). К наивному искусству открыто относят свои работы Гэри Бант, Лайл Карбаджал, Джонатан Кис-Лев, Гейб Лангхольц, Джиджи Миллс, Барбара Олсен, Пейн Проффитт, Ален Томас.
Примитивное искусство — ещё один термин, часто используемый для характеристики работ, выполненных авторами без художественного образования, однако он имеет двусмысленность, так как также применяется к произведениям культур, относимых академическими кругами к социально или технологически примитивными: индейцы, африканцы южнее Сахары, жители островов Тихого океана, аборигены Австралии. Подобные произведения отличают от намеренно упрощённых работ примитивизма. Другой термин, описывающий схожее, но не полностью совпадающее понятие — народное искусство или фолк-арт.
Для различения наивного искусства в строгом смысле и имитационных работ профессиональных художников могут наравне применяться термины «наивизм» и «примитивизм». В этом стиле создавали произведения Поль Гоген, Михаил Ларионов, Пауль Клее.

## Представители

### Хлебинская школа
Хлебинская школа зародилась в хорватском селе Хлебине недалеко от венгерской границы в 1929 году. Она дала миру множество художников наивного искусства и фактически стала синонимом югославской наивной живописи.
В 1930-х года Хлебине стало местом, где группа крестьян-самоучек начала развивать уникальный и до некоторой степени революционный стиль живописи. Предпосылки к этому имелись в призывах ведущих интеллектуалов того времени, таких как поэт Антун Густав Матош и литератор Мирослав Крлежа, к созданию индивидуального национального художественного стиля, который был бы независим от западных влияний. Идеи были подхвачены знаменитым художником Крсто Хегедушичем. В 1929 году в Загребе Хегедушич выступает одним из основателей прогрессивного художественного объединения «Земля». Время от времени он живет в Хлебине, где в 1930 г. обращает внимание на рисунки молодых крестьян-самоучек Ивана Генералича (1914-1992) и Франьо Мраза (1910-1981). Художник дает им творческие советы и обучает основным приемам живописи.
В программу группы «Земля» вносится пункт – «работа с крестьянскими художниками из Хлебине» и появляется т.н. «Сельская художественная школа в Хлебине» или кратко «Хлебинская школа». Хегедушич считал, что художественный талант не связан с происхождением и не является привилегией какого-то определенного класса. В 1931 году он привлекает своих подопечных к участию в III выставке группы «Земля» в Загребе, после чего сельские художники-самоучки становятся постоянными участниками народных выставок и получают известность.
Иван Генералич был первым мастером Хлебинской школы и обладателем характерного узнаваемого стиля в технике живописи маслом на стекле, ставший признанным мировым классиком наивного искусства.
После Второй мировой войны второе поколение художников села Хлебине и ближайших окрестностей обратилось, в основном, к стилизованным изображениям выдуманных сценок деревенской жизни. Генералич оставался доминирующей фигурой направления и поддерживал молодых художников, включая собственного сына Йосипа Генералича.
Всемирным явлением Хлебинская школа стала после Третьего биеннале в Сан-Паулу (Бразилия) в 1955 году и участия Генералича наряду со многими выдающимися мировыми художниками первой половины XX века в известной выставке «50 лет современного искусства» в 1958 г. в Брюсселе и последующего приглашения организовать персональную выставку в Брюссельском дворце изобразительных искусств.
Наиболее известные художники школы — Драган Гажи, Иван Генералич, Йосип Генералич, Мийо Ковачич, Иван Лацкович-Кроата, Франьо Мраз, Иван Веченай и Мирко Вириус.
На рубеже XIX—XX вв. ярким представителем наивного искусства был французский художник Анри Руссо. В начале XX века в Грузии работал Нико Пиросмани.
В США — Бабушка Мозес. В Польше - Никифор Крыницкий. В Венгрии - Ти́вадар Ко́стка Чо́нтвари. В Сербии Илия Башичевич Босиль, Мартин Йонаш, Сава Секулич, Зузана Халупова.
На Украине — Мария Примаченко, Катерина Белокур, Олесь Семерня, Полина Райко.

### В России
К произведениям наивного искусства относят провинциальные портреты русских людей XVIII—XIX веков неизвестных художников. Наиболее ярким представителем на рубеже XIX и XX веков, а также в первое десятилетие Советской власти был Ефим Честняков. В Костромском музее-заповеднике находятся его полотна «Город Всеобщего Благоденствия» и «Праздничное шествие с песней. Коляда».
Последние образцы такой живописи встречались на украинских и южнорусских базарах в 1970-х годах.
В 1980-е годы в России ведущими наивными художниками были Елена Волкова, Леонид Пурыгин, Селиванов, Майкова (баба Люба), Пластинин.
В 1990-е годы в России стали известны Катя Медведева, Павел Леонов, В. Романенков, М. Ржанников.
В 2000-е годы на сцену выходят Алевтина Пыжова, Сергей Заграевский, Александр Лобанов, Александр Белых, Валерий Ерёменко, Алёна Азёрная, Альфрид Шаймарданов, художник-керамист Герасименко Сергей (Киев, Украина).
Художник Андрей Сазонов собрал коллекцию, насчитывающую более 1 000 картин «наивной живописи».

## Галерея
- Наивная картина неизвестного художника, первая половина XIX века
- Наивная картина неизвестного художника, 1792
- Хосе Родригес Фустер. «Игроки в домино» (2008)
- Наивная скульптура неизвестного автора. «Святой Михаил»

## Исследователи
Серию книг о современном наивном искусстве издала К. Г. Богемская:
Избранные монографии:
- Наивное искусство. Елена Волкова. СПб.: Дмитрий Буланин, 2001.
- Понять примитив. Самодеятельное, наивное и аутсайдерское искусство в XX веке. СПб.: Алетейя, 2001.
- Наивное искусство. Павел Леонов. СПб.: Дмитрий Буланин, 2005.
- Советское наивное искусство. Интерроса. ISBN 978-5-91105-018-4
- Наивные художники России. Лексикон коллекционера. СПб.: Алетейя, 2009.

Сборники и альбомы (составление и редактирование)
- Примитив в искусстве: грани проблемы. М.: РИИ, 1992.
- Катя Медведева. Душа моя — живопись: Альбом-каталог / Под общей редакцией К. Г. Богемской. Министерство культуры РФ. Государственный музей изобразительных искусств имени А. С. Пушкина. — М.: Красная площадь, 2004.

Другие работы
- Bihalji-Merin O. Modern primitives: naive painting from the late seventeenth century to the present day. L., 1971;
- Jakovsky A. Peintres naїfs: lexique des peintres naїfs du monde entier. Basel, 1976;
- Primitive painting: an anthology of the world’s naive painters / Ed. D. Zdunić. N. Y., 1981;
- Примитив и его место в художественной культуре Нового и Новейшего времени. М., 1983;
- Балдина О. Д. Второе призвание. М., 1983;
- World encyclopedia of naive art: a hundred years of naive art / Ed. O. Bihalji-Merin, N.-B. Tomašević. L., 1984;
- Альбом-монография «Музей наивного искусства. Собрание Евгения Ройзмана» (Екатеринбург, 2015)
- Искусство вне норм. М.: БуксМАрт, 2017.
- Альбом-справочник «Художники наивно увидевшие мир» (Коломна: МОК, 2020, 3 тома)
- Альбом-монография «Альфрид Шаймарданов. Наив навсегда» (Казань: Заман, 2021)
- Суворова А. А. Искусство аутсайдеров и авангард. — М.: Новое литературное обозрение, 2022. — 156 с.

## Коллекции
- В Германии крупнейшим собранием является Музей Шарлотты Цандер в Бённигхайме.
- В Австрии около 1500 работ наивных художников (в основном, с территории бывшей Югославии) находится в коллекции Петера Инфелда.
- Музей наивного искусства Анатоля Жаковского (Ницца, Франция).
- Музей Русского Лубка и Наивного Искусства (Москва).
- Екатеринбургский музейный центр народного творчества "Гамаюн"
- Музей наивного искусства (ЕМИИ, Екатеринбург).
- В музее Царицыно коллекцию наивного искусства собирал Вадим Помещиков.
- В Суздальском государственном музее-заповеднике есть большая коллекция наивного искусства.

## Кино о наивных художниках
- Серафина из Санлиса (Франция, Бельгия, 2008)
- Моди (Канада, Ирландия, 2016). В главных ролях Салли Хокинс и Итан Хоук
- Идеальный дворец Фердинанда Шеваля (Франция, Бельгия, 2018)
- Серафим Полубес и другие жители Земли (Россия, 1983). В главных ролях Родион Нахапетов, Эдуард Бочаров.